# Mines de Fígols
Les mines de Fígols són el conjunt d'explotacions mineres de carbó, situades al municipi de Cercs (Berguedà), explotades des de finals del segle xix fins al darrer terç del segle XX per l'empresa Carbones de Berga S.A., propietat del comte de Fígols, José Enrique de Olano y Loyzaga.
Malgrat que es coneixien amb el nom de mines de Fígols, les explotacions es troben al terme municipal de Cercs. Aquestes explotacions van originar tres colònies mineres, Sant Corneli, Sant Josep i La Consolació, únics exemples de colònies mineres conservats a Catalunya.
El conjunt d'instal·lacions mineres conegut amb el nom de Fígols, el formaven quatre espais:
- L'estació de ferrocarril de Fígols-Les Mines, amb la Torre del Comte de Fígols i el santuari de la Consolació (707 m d'altitud)
- La zona de tallers i magatzems situada a un nivell superior (782 m) i que a partir de 1923 amb l'obertura de la mina nova de la Consolació es va convertir en el centre de tota l'explotació.
- La central elèctrica del Gas Pobre i les mines de Sant Josep (876 m d'altitud) i Esteve o Frau (890 m)
- La colònia minera de Sant Corneli (952 m d'altitud), al peu de la mina de Sant Romà.